# I'm All Yours
Singles par Jay Sean
Where Do We Go
(2012)
Singles par Pitbull
Dance Again
(2012) There She Goes
(2012)
I'm All Yours est une chanson de l'artiste britannique Jay Sean en collaboration avec le rappeur américain Pitbull. Le single sort en Amérique du Nord en tant que 1er single extrait de son 2e album studio Worth It All tandis que dans le reste du monde il s'agit du 1er single extrait de son 4e album studio. La chanson est produite Orange Factory Music.
I'm All Yours est diffusé pour la première fois en radio le 18 avril 2012, sort en radio aux États-Unis le 22 mai 2012 et sorti sous format numérique le 29 mai 2012.

## Liste des pistes
Téléchargement numérique
1. I'm All Yours (feat. Pitbull) – 3:38

## Crédits et personnels
- Chanteur;– Jay Sean, Pitbull
- Producteurs – Orange Factory Music (OFM)
- Paroles – Jay Sean, Hookman Marlin Bonds, Atozzio Towns, Ryan Taylor, Armando Perez
- Label : Cash Money Records, Universal Republic

## Classement par pays
| Classement (2012)               | Meilleure position |
| ------------------------------- | ------------------ |
| Australie (ARIA)                | 13                 |
| Belgique (Flandre Ultratip 100) | 30                 |
| Belgique (Wallonie Ultratip 50) | 17                 |
| Canada (Hot 100)                | 53                 |
| France (SNEP)                   | 107                |
| France (Airplay)                | 57                 |
| Nouvelle-Zélande (RMNZ)         | 22                 |
| États-Unis (Hot 100)            | 85                 |
| Nouvelle-Zélande (RMNZ)         | 22                 |

### Certifications
| Pays      | Certifications | Ventes  |
| --------- | -------------- | ------- |
| Australie | 2 × Platine    | 140 000 |

|}

## Historique de sortie
| Pays       | Date           | Format                                | Label                                  |
| ---------- | -------------- | ------------------------------------- | -------------------------------------- |
| États-Unis | 18 avril 2012  | Radio Premiere                        | Cash Money Records, Universal Republic |
| États-Unis | 22 mai 2012    | Top 40 / Mainstream et Rhythmic radio | Cash Money Records, Universal Republic |
| États-Unis | 29 mai 2012    | Téléchargement numérique              | Cash Money Records, Universal Republic |
| Allemagne  | 6 juillet 2012 | Téléchargement numérique              |                                        |